# L.O.C.
Liam O’Connor (род. 10 июля 1979) — датский рэпер, более известный как L.O.C. Бывший член Alzheimer Klinikken (The Alzheimer Clinic) и B.A.N.G.E.R.S. Продал более 150.000 альбомов.

## Биография
Лиам Найгаард О’Коннор родился 10 июля 1979 года в городе Орхус. Его мать — датчанка Сьюзан О’Коннор, работала в книжном магазине, затем врачом. Его отец — ирландец Дермот О’Коннор, работал водителем грузовика. L.O.C. вырос в западной части города.
L.O.C. вместе с Чади Абдул-Каримом под псевдонимом C.A.K. образовали группу Alzheimer Klinikken. Была выпущена демозапись, которая была продана в количестве около 500 экземпляров, давали несколько концертов и снялись в музыкальном журнале Gaffa. В 1998 году группа выпустила свой первый альбом Første Træk. В этом же году группа распалась.
L.O.C. начал работать с рэперами Марком Джонсоном и DJ Rescue. В 1999 году они образовали группу B.A.N.G.E.R.S. В том же году выпустили мини-альбом VIP EP. Этот диск с тех пор превратился в любительскую находку для коллекционера. В 2007 году мини-альбом был переиздан MPI Records.
После распада группы B.A.N.G.E.R.S. L.O.C. основал группу F.I.P. (англ. Full Impact Productions) вместе с остальными рэперами Дании: Troo.L.S, Bai-D, Orgi-E, Rune Rask, USO и Marwan. В 2001 году L.O.C. выпустил свой дебютный альбом Dominologi.
В 2011 году L.O.C. выпустил пятый студийный альбом Libertiner и дебютировал, заняв 1-е место в хит-парадах среди альбомов, за первую неделю было продано 8107 экземпляров.
В 2011 и 2012 годах L.O.C. был наставником программы Voice — Danmarks største stemme, датской версии шоу Голос, и дважды выиграли его подопечные — Ким Вагнер и Эмили Паеваталу.

## Личная жизнь
Его первая жена была актриса Джули Олгаард, тайно поженились в Лас-Вегасе. Но с 2008 года он встречался с актрисой и телеведущей Кристиан Шаумбург-Мюллера Они живут в Hellerup. Супруги поженились в 2012 году в замке Вальдемара. 3 июня 2015 объявил, что они расстались. 2 мая 2016 года объявил, что пара снова вместе, и ждут первенца . В сентябре 2016 года родился сын Дерес.

## Дискография

### Альбомы в составах групп
- 1997 — Respekten Stinker (Уважаемые Вонючки) (Alzheimer Klinikken)
- 1998 — Første Træk (Первое Движение) (Alzheimer Klinikken)
- 1999 — V.I.P. Very Important Perker (B.A.N.G.E.R.S.) (Rescue Records)

### Сольные альбомы
- 2001 — Dominologi (Virgin Records)
- 2003 — Inkarneret (Истинный) (Virgin Records)
- 2005 — Cassiopeia (Virgin Records)
- 2006 — Cassiopeia Limited Edition (Virgin Records)
- 2008 — Melankolia/XxxCouture (Virgin Records)
- 2009 — Selvmord
- 2011 — Libertiner
- 2012 — Prestige, Paranoia, Persona Vol. 1
- 2012 — Prestige, Paranoia, Persona Vol. 2
- 2014 — Sakrilegium
- 2014 — Grand Cru

### Сборники
- 2007 — Nyt fra Vestfronten (Новости с западного фронта)
- 2008 — Nyt fra Vestfronten 2
- 2009 — Nyt fra Vestfronten 3

## Видеография
- 2002: «Drik Din Hjerne Ud» (Пропей свои мозги)
- 2002: «Absinthe»
- 2003: «Pop Det Du Har» (Pop What You Got)
- 2003: «Undskyld» (Sorry)
- 2004: «Hvem» (Who)
- 2005: «Frk. Escobar» (Miss Escobar)
- 2005: «De Sidste Tider» (The Last Times)
- 2005: «Du Gør Mig…» (You Make Me…)
- 2008: «XXXCouture»
- 2008: «Hvorfor vil du ikk'» (Почему ты не хочешь)
- 2008: «Superbia» feat. Simon Kvamm
- 2008: «Bare en Pige» (Просто девушка)
- 2016: «Husk» (Шелуха)

В сотрудничестве:
- 2003: «Skudtæt» by Suspekt and L.O.C.(Пуленепробиваемый)
- 2005: «Få Din Flaske På» by L.O.C. feat. Suspekt (Get Your Bottle On)
- 2006: «Gravøl» by Jokeren feat. L.O.C. and Niarn
- 2007: «Ingen Diskussion» by U$O feat. L.O.C. and Johnson (No Discussion)
- 2007: «Hospital» by Nephew feat. L.O.C.
- 2009: «Råbe Under Vand» — Selvmord
- 2009: «OK» — Selvmord

## Фильмография
- 2004: V/A — Danske Videoer Dér
- 2004: Ingen Slukker The Stars DVD — Suspekt
- 2005: 5 År Og Like Langt DVD -Tungtvann
- 2006: Antihelt Limited Edition DVD Niarn
- 2007: 07.07.07 Nephew
- 2008: XxxManilla — L.O.C.
- 2008: Prima Nocte Suspekt